# Прометеизм (философия)
Прометеизм — стремление человека к возвеличиванию своей личности не за счет самосовершенствования, а за счет присвоения себе совершенств, похищенных у других людей.
Лидер «Третьей России» Боранецкий выдвигал новое прометеевское, титаническое миросозерцание, одушевленное пафосом человека-творца, вдохновенно и мощно организующего мир и историю. Философия прометеизма, по Боранецкому, преодолевает крайности материализма, топящего дух в эмпирии, и идеализма, пренебрегающего земной действительностью, она дает «высший синтез» идеального и реального. В отличие от гуманизма, что не выходит за пределы человека каков он есть, прометеизм видит человека в его перспективе, в свете его будущего совершенства.
Боранецкий считал, что фёдоровская идея воскрешения — «несомненно наиболее современная русская идея» — невозможна на почве "мироотрицающего и жизнеугасающего христианского теологического миросозерцания, которое, хотя и ставит эту проблему, но «относит ее разрешение не к „этому“, реальному, а к „иному“, „сверхъестественному“, „потустороннему“ миру и представляет собой в действительности… лишь символическое в форме мифов предвосхищение того, что реально и в реальной действительности призвано осуществить, сменяющее его на известном уровне духовной зрелости человека, прометеевское миросозерцание». Подчинение космоса сознанию сделает материально возможной новую религию — «религию организации мира и осуществления абсолютной жизни здесь на земле, религии исторических свершений, прометеевской Победы и Борьбы». «Титаническое миросозерцание — Прометеизм» было рождено видением безграничных возможностей, открываемых все ускоряющимся научным и техническим прогрессом.